# 中国农业科学院作物科学研究所

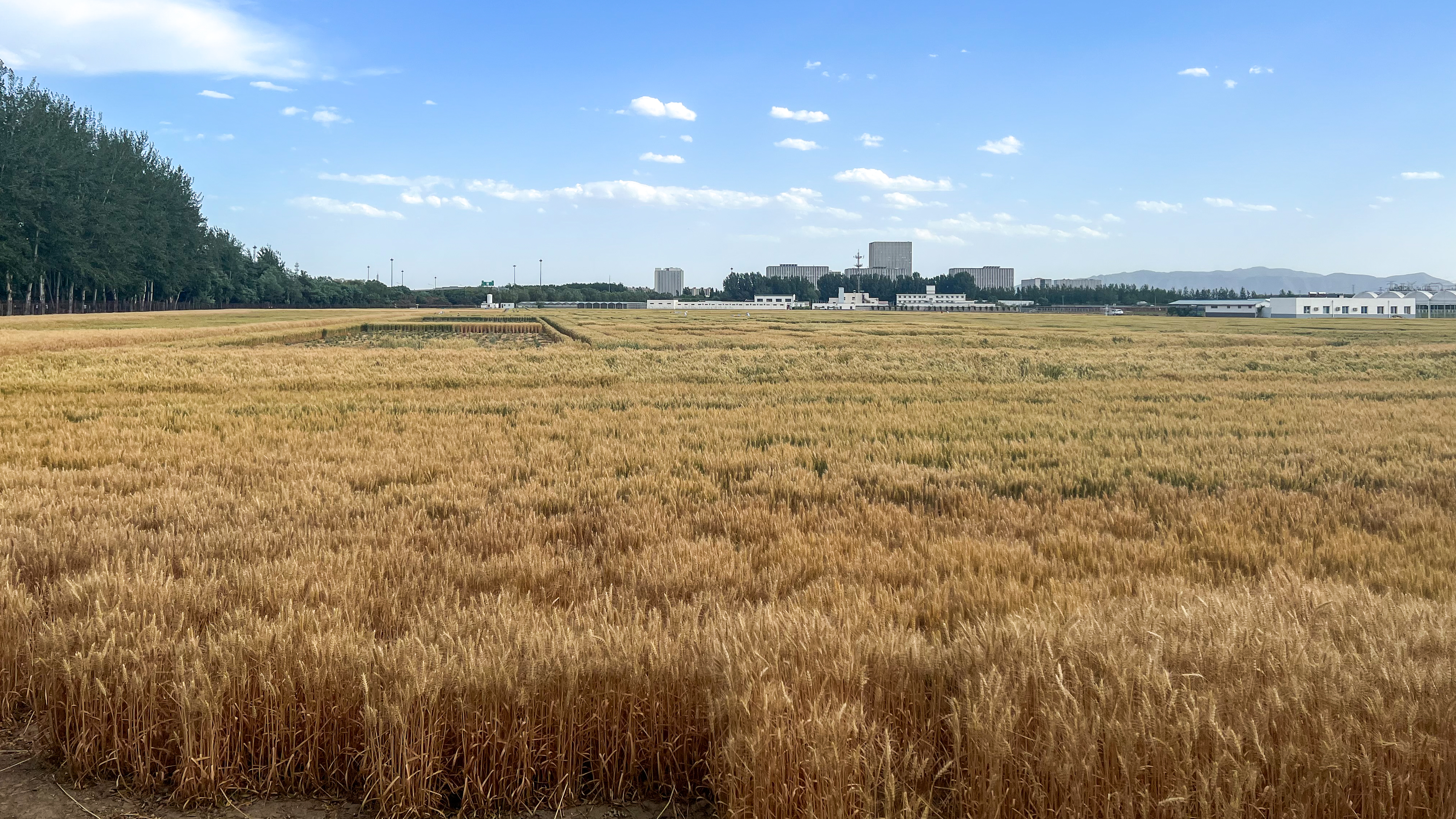
农科院作物研究所昌平实验基地

中国农业科学院作物科学研究所是中华人民共和国的一所作物科学研究机构，是中国农业科学院直属事业单位。原名中国农业科学院作物育种栽培研究所，1957年成立。